# Monelytrum
Monelytrum és un gènere de plantes de la subfamília de les cloridòidies, família de les poàcies. És originari de l'oest d'Àfrica. Fou descrit per Eduard Hackel l'any 1888 a la publicació Verhandlungen des Botanischen Vereins für die Provinz Brandenburg und die Angrenzenden Länder 30: 140. in 1888.

## Taxonomia
- Monelytrum luederitzianum. Hack. Endèmica de Namíbia.[3]
- Monelytrum annuum. Hi ha qui ho classifica com a sinònim de Monelytrum luederitzianum.